# A nagy kóceráj
A nagy kóceráj (eredeti címe Le grand bazar) 1973-ban bemutatott francia filmvígjáték Claude Zidi rendezésében.

## Cselekmény
A négy jóbarát Gérard, Jean, Phil és Jean-Guy (A Les Charlots – "Újoncok" – nevű formáció) egy gépgyárban dolgoznak. Rendszeresen elkésnek a munkából, végül főnökük megelégeli a munkaidőben elkövetett csínytevéseiket és elbocsájtja őket. A négy fiatal nem adja fel, kitartóan munkát keresnek, ám nem járnak tartós sikerrel. Egy napon jóbarátjuk, Émile (Michel Galabru) üzlete közelében felépül a modern nagyáruház, amely alacsony áraival és széles kínálatával komoly veszélybe sororhatja a környékbeli kisboltok fennállását. Közösen veszik fel a hadviselést a szupermarket ellen, ám akcióik rendre balul sülnek el. 

## Szereplők
- Gérard Rinaldi (Gérard)
- Jean Sarrus (Jean)
- Gérard Filippelli (Phil)
- Jean-Guy Fechner (Jean-Guy)
- Michel Serrault (Félix Boucan)
- Michel Galabru (Émile)
- Jacques Seiler (Jacques)
- André Badin
- Roger Carel
- Coluche